# Avicularia velutina
Avicularia velutina là một loài nhện trong họ Theraphosidae và thuộc chi Avicularia. Loài này phân bố ở Venezuela.